# Germain Sanou
Germain Sanou (ur. 26 maja 1992 w Bobo-Dioulasso) – burkiński piłkarz grający na pozycji bramkarza.

## Kariera klubowa
Karierę piłkarską Sanou rozpoczął w mieście Bobo-Dioulasso, w tamtejszym klubie o nazwie Centre Saint-Étienne Bobo. W 2009 roku zadebiutował w jego barwach w burkińskiej pierwszej lidze i stał się jego podstawowym zawodnikiem. W 2010 roku przeszedł do AS Saint-Étienne, gdzie grał w rezerwach. W sezonie 2013/2014 był piłkarzem JA Drancy, a w 2014 przeszedł do AS Beauvais.

## Kariera reprezentacyjna
W 2010 roku Sanou został powołany do kadry Burkina Faso na Puchar Narodów Afryki 2010, gdzie został rezerwowym dla Daoudy Diakité. W 2012 roku był w kadrze na Puchar Narodów Afryki 2012, a w 2013 roku powołano go do kadry na Puchar Narodów Afryki 2013.